# 中共中央企业工作委员会
中国共产党中央委员会企业工作委员会，通称中共中央企业工作委员会，简称中央企业工委，是中国共产党中央委员会的派出机构，领导国有重要骨干企业工作。

## 沿革
1998年6月18日，中共中央决定，设立中共中央大型企业工作委员会（简称中央大型企业工委），为中共中央的派出机关，与中华人民共和国人事部合署办公。1998年7月9日，在京大型企业领导参加的中央大型企业工委工作会议召开，中共中央政治局委员、国务院副总理、中央大型企业工委书记吴邦国到会讲话。
1999年12月1日，《中共中央关于成立中共中央企业工作委员会及有关问题的通知》发出，为贯彻落实中共十五届四中全会通过的《中共中央关于国有企业改革和发展若干重大问题的决定》精神，中共中央决定撤销中央大型企业工作委员会，成立中共中央企业工作委员会（简称中央企业工委），将现由国务院管理的163户企业领导班子交由中央企业工委管理。其中对39户涉及国家安全和国民经济命脉的国有重要骨干企业的领导班子列入中央管理干部的范围。这39户企业的行政领导职务经中央审批后由国务院任命。其他由中央企业工委管理的国有重要骨干企业的领导职务由中央企业工委审批；这些企业的行政领导职务经中央企业工委审批后由人事部任命。同时成立中央企业纪律检查工作委员会（简称中央企业纪工委），是中共中央纪律检查委员会的派出机关（与监察机关合署办公），接受中央纪委和中央企业工委的双重领导。将现由人事部承担的国务院向国有重点大型企业和企业集团派出稽察特派员的工作，稽察特派员和稽察特派员助理的日常管理工作，移交中央企业工委管理。
此外，“由中央企业工委管理的国有重要骨干企业一般设党委；少数关系国家安全和国民经济命脉的特大型企业集团经中央批准，可以设党组。企业领导机构在京的，其党委（党组）由中央企业工委领导。企业领导机构在京外的，其党委由所在省、自治区、直辖市党委领导；企业领导人员管理以中央组织部或中央企业工委管理为主，地方党委协助管理；企业党建工作以地方党委领导为主，中央企业工委协助。”
2003年3月24日，中共中央决定：成立国务院国有资产监督管理委员会委员会（简称“国务院国资委党委”），国务院国资委党委在中共中央领导下进行工作；撤销中共中央企业工作委员会，位于安定门外大街56号的中央企业工委大楼成为国务院国资委安定门办公区。

## 职责
1999年12月1日，《中共中央关于成立中共中央企业工作委员会及有关问题的通知》规定，中共中央企业工作委员会是中共中央的派出机关，主要职责是：
1. 保证党的路线、方针、政策和党中央、国务院的有关指示、决定在国有重要骨干企业的贯彻落实；
2. 负责国有重要骨干企业党的建设、社会主义精神文明建设和思想政治工作；
3. 负责国有重要骨干企业领导班子建设和领导人员管理工作；
4. 负责国务院稽察特派员的管理工作；
5. 监督检查企业领导人员遵纪守法、廉洁自律的情况，加强党风廉政建设；
6. 协调所管企业与地方党委的关系；完成中央交办的其他工作。

## 机构设置
中央纪委派出机构
- 中央企业纪律检查工作委员会（简称中央企业纪工委）[3]

内设机构
- 办公厅
  - 研究室
  - 组织部[5]
  - 宣传部[6]
  - 统战群工部
  - 团工委[7]

机关党委
- 中央企业工委机关党委

## 历任领导
中央大型企业工委
| 书记 - 吴邦国（1998年6月—1999年12月，中共中央政治局委员、国务院副总理） | 副书记 - 宋德福（1998年6月—1999年12月） |

中央企业工委
| 书记 - 吴邦国（1999年12月—2003年3月，中共中央政治局委员、国务院副总理） | 副书记 - 郑斯林（1999年12月—2003年3月） - 王瑞祥（1999年12月—2003年3月） - 赵杰兵（2000年—2003年3月） - 吴晓华（1999年12月—2003年3月） |